# Monte Koshka

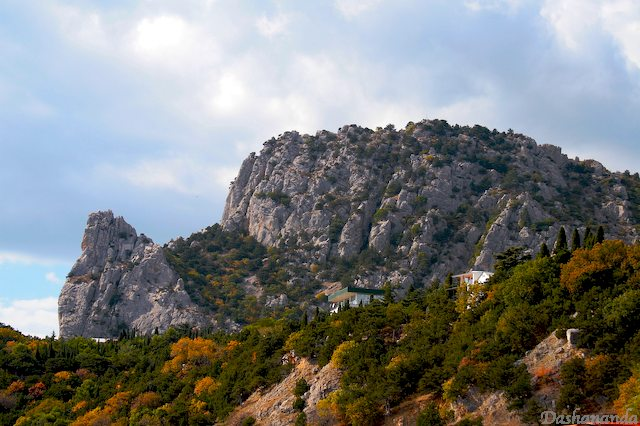
Monte Koshka

O Monte Koshka (em russo:  Кошка, em ucraniano:  Кішка, em tártaro da Crimeia:  Qoş qaya) é uma das montanhas da Península da Crimeia, perto da cidade de Simeiz e dentro da zona metropolitana de Yalta. O nome original da montanha na Língua tártara da Crimeia significa "pedra dupla", mas o nome russo, usado atualmente, significa "gato", como uma referência à forma da montanha. Sua altura é de 254 metros.
Sobre o Monte Koshka situa-se o Observatório de Simeiz, uma das unidades do Observatório Astrofísico da Crimeia.

## Nota
- Este artigo foi inicialmente traduzido, total ou parcialmente, do artigo da Wikipédia em inglês cujo título é «Mount Koshka», especificamente desta versão.